# Kwok Ho Ting
Kwok Ho Ting –en chino, 郭灝霆– (Hong Kong, 26 de febrero de 1988) es un deportista hongkonés que compitió en ciclismo en la modalidad de pista. Ganó una medalla de oro en el Campeonato Mundial de Ciclismo en Pista de 2011, en la carrera de scratch.

## Medallero internacional
| Campeonato Mundial | Campeonato Mundial       | Campeonato Mundial | Campeonato Mundial |
| Año                | Lugar                    | Medalla            | Competición        |
| ------------------ | ------------------------ | ------------------ | ------------------ |
| 2011               | Apeldoorn (Países Bajos) | Medalla de oro     | Scratch            |